# О-Сейбл (Мічиган)
О-Сейбл (англ. Au Sable) — переписна місцевість (CDP) в США, в окрузі Айоско штату Мічиган. Населення — 1453 особи (2020).

## Географія
О-Сейбл розташований за координатами 44°24′45″ пн. ш. 83°20′21″ зх. д. / 44.41250° пн. ш. 83.33917° зх. д. (44.412586, -83.339039).  За даними Бюро перепису населення США в 2010 році переписна місцевість мала площу 5,52 км², з яких 5,43 км² — суходіл та 0,08 км² — водойми.

## Демографія
Згідно з переписом 2010 року, у переписній місцевості мешкали 1404 особи в 620 домогосподарствах у складі 391 родини. Густота населення становила 255 осіб/км².  Було 763 помешкання (138/км²).
Расовий склад населення:
| - 95,7 % — білих - 0,9 % — корінних американців - 0,9 % — азіатів - 0,6 % — чорних або афроамериканців |

До двох чи більше рас належало 1,6 %. Частка іспаномовних становила 3,6 % від усіх жителів.
За віковим діапазоном населення розподілялося таким чином: 20,2 % — особи молодші 18 років, 58,2 % — особи у віці 18—64 років, 21,6 % — особи у віці 65 років та старші. Медіана віку мешканця становила 47,0 року. На 100 осіб жіночої статі у переписній місцевості припадало 97,7 чоловіків;  на 100 жінок у віці від 18 років та старших — 97,7 чоловіків також старших 18 років.
Середній дохід на одне домашнє господарство  становив 46 719 доларів США (медіана — 39 231), а середній дохід на одну сім'ю — 55 682 долари (медіана — 49 531). Медіана доходів становила 36 771 долар для чоловіків та 26 146 доларів для жінок. За межею бідності перебувало 12,3 % осіб, у тому числі 10,8 % дітей у віці до 18 років та 9,0 % осіб у віці 65 років та старших.
Цивільне працевлаштоване населення становило 578 осіб. Основні галузі зайнятості: виробництво — 26,3 %, освіта, охорона здоров'я та соціальна допомога — 20,1 %, транспорт — 14,4 %, роздрібна торгівля — 9,0 %.